# 1915 na música

## Eventos
- 8 de Janeiro - Variações e fuga num tema de Mozart, op. 132, de Max Reger, estreia em Wiesbaden, Alemanha
- 15 de Janeiro - Estreia de Siete Canciones Populares Españolas, de Manuel de Falla, em Madrid
- 28 de Janeiro - Estreia do Trio em lá para piano, violino e violoncelo, de Maurice Ravel, em Paris
- 29 de Janeiro - Heitor Villa-Lobos realiza seu primeiro concerto com obras de sua autoria em Nova Friburgo, Rio de Janeiro
- 15 de Maio - Estreia do ballet Jeux, de Claude Debussy, em Paris
- 28 de Outubro - Estreia de Eine Alpensinfonie, de Richard Strauss, em Berlim, sob a regência do próprio compositor

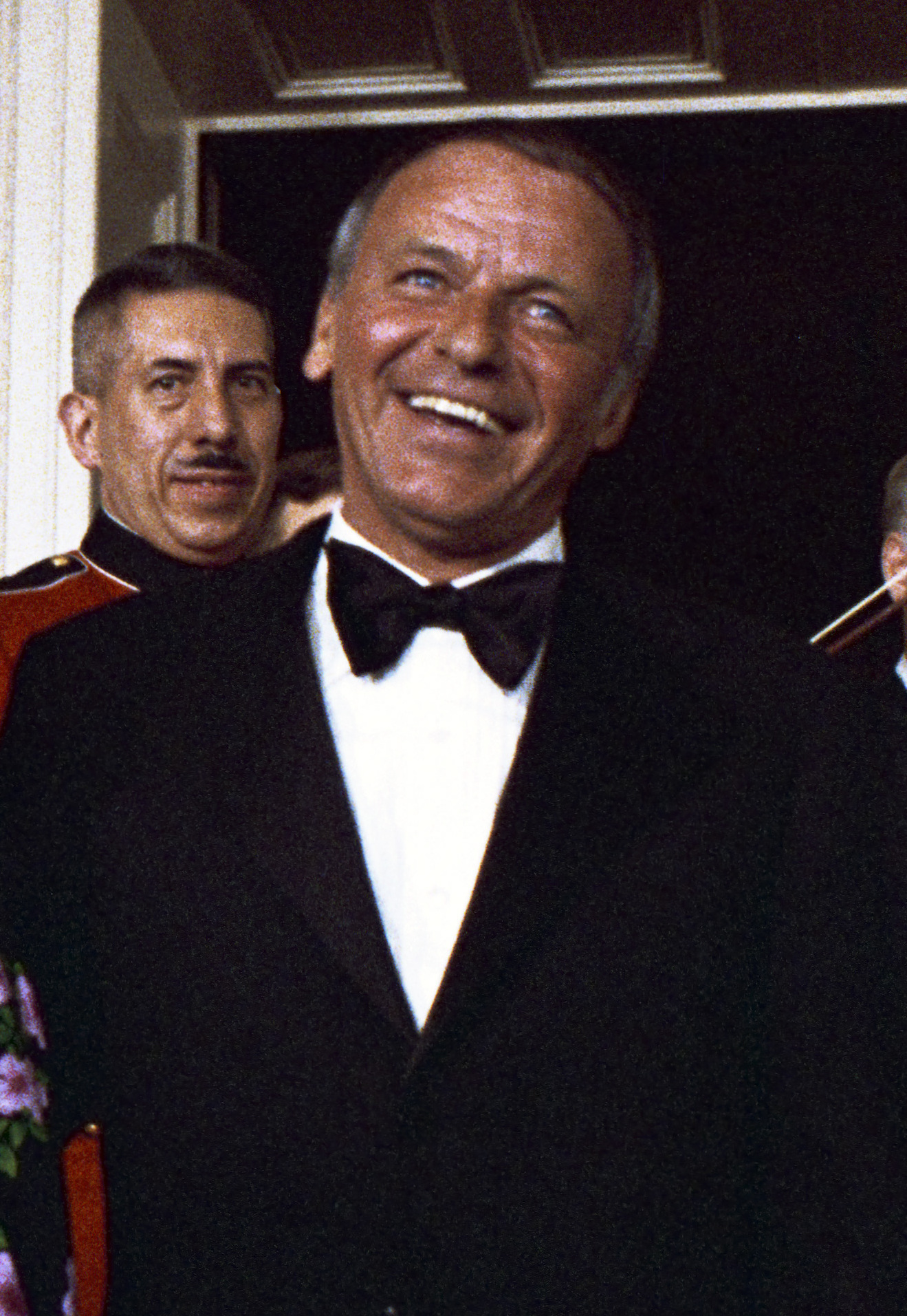
Frank Sinatra.

## Nascimentos
| Data           | Nome                      | Profissão                          | Nacionalidade  | Observações | Ref |
| -------------- | ------------------------- | ---------------------------------- | -------------- | ----------- | --- |
| 4 de Fevereiro | Ray Evans                 | letrista                           | Estados Unidos | m. 2007     |     |
| 20 de Março    | Sister Rosetta Tharpe     | cantora, compositora e guitarrista | Estados Unidos | m. 1973     |     |
| 4 de Abril     | Muddy Waters              | músico                             | Estados Unidos | m. 1983     |     |
| 9 de Junho     | Les Paul                  | músico                             | Estados Unidos | m. 2009     |     |
| 28 de Junho    | Anibal Augusto Sardinha   | músico                             | Brasil         | m. 1955     |     |
| 30 de agosto   | Bienvenido Granda         | cantor                             | Cuba           | m. 1983     |     |
| 2 de Setembro  | Hans-Joachim Koellreutter | compositor                         | Alemanha       | m. 2005     |     |
| 3 de Outubro   | Orlando Silva             | cantor                             | Brasil         | m. 1978     |     |
| 9 de Dezembro  | Elisabeth Schwarzkopf     | soprano                            | Alemanha       | m. 2006     |     |
| 12 de Dezembro | Frank Sinatra             | ator e cantor                      | Estados Unidos | m. 1998     |     |
| 19 de Dezembro | Edith Piaf                | cantora                            | França         | m. 1963     |     |

## Mortes
| Data | Nome | Profissão | Nacionalidade | Observações | Ref |
| ---- | ---- | --------- | ------------- | ----------- | --- |